# Epitoxasia costata
Epitoxasia costata är en skalbaggsart som beskrevs av Miłosz A. Mazur 1989. Epitoxasia costata ingår i släktet Epitoxasia och familjen stumpbaggar. Inga underarter finns listade i Catalogue of Life.